# Gorton School

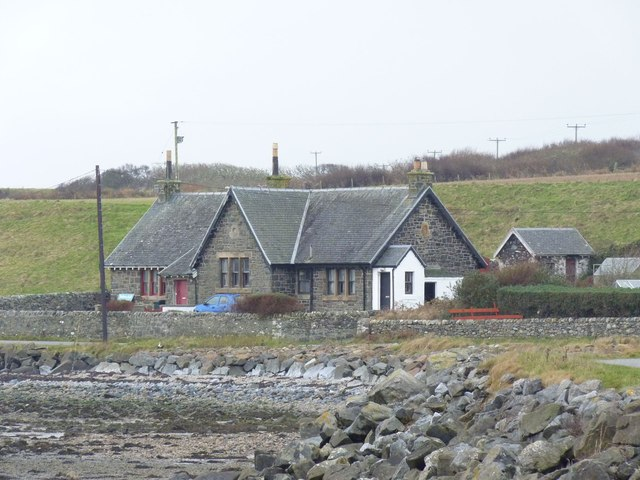
Gorton School (2014)

Gorton School ist ein Schulgebäude auf der schottischen Hebrideninsel Islay. Es befindet sich etwa einen Kilometer nördlich von Bruichladdich an der Ostküste der Halbinsel Rhinns of Islay. 1981 wurde die Gorton School in die britischen Denkmallisten in der Kategorie B aufgenommen.

## Beschreibung
Die wahrscheinlich 1880 fertiggestellte Gorton School liegt isoliert an der A847, die Bridgend mit Portnahaven verbindet. Auf der gegenüberliegenden Straßenseite verläuft die felsige Küste der Bucht Loch Indaal. Das Gebäude wurde aus behauenem Naturstein gebaut und ist nicht verputzt. Aus dem einstöckigen Haupttrakt führt ein kurzer, azentrisch von der Vorderfront abgehender Nebenflügel in östlicher Richtung, in den giebelseitig ein Drillingsfenster und darüber ein blindes Rundfenster eingelassen sind. Links des Flügels befinden sich die Eingangstür zum Wohnbereich sowie ein weiteres Drillingsfenster. Rechterhand folgt auf ein Drillingsfenster ein seitlicher Vorbau mit dem Eingang zu dem Klassenraum. Die Rückseite ist mit insgesamt sechs symmetrisch angeordneten Fenstern versehen. Haupt- und Seitenflügel schließen jeweils mit schiefergedeckten Satteldächern ab.
Das Gebäude ist mit geringen Veränderungen noch im Originalzustand erhalten. Es gilt als gutes architektonisches Beispiel für den Schulbau in Schottland in den Jahren nach der Einführung der Schulpflicht.